# Камерана
Камера̀на (на италиански: Camerana; на пиемонтски: Camran-a, Камъран-а) е село и община в Северна Италия, провинция Кунео, регион Пиемонт. Разположено е на 525 m надморска височина. Населението на общината е 671 души (към 2010 г.).